# Левчук, Игорь Васильевич
Игорь Васильевич Левчук (3 июля 1927 — 13 мая 2008) — советский и российский государственный деятель, финансист и учёный; доктор экономических наук, профессор.
Автор более 100 печатных работ по вопросам банковского дела.

## Биография
Родился 3 июня 1927 года в Москве.
В 1946 году поступил в Московский кредитно-экономический институт Госбанка СССР (МКЭИ), который в том же году был объединен с Московским финансово-экономическим институтом (МФЭИ) и преобразован в Московский финансовый институт (МФИ, ныне Финансовый университет при Правительстве Российской Федерации). В 1950 году окончил с отличием кредитно-экономический факультет МФИ по специальности «Денежное обращение и кредит».
По окончании вуза Игорь Левчук поступил в аспирантуру и в 1953 году защитил кандидатскую диссертацию; был оставлен в МФИ на преподавательской работе. Прошел годичную стажировку в отделении Госбанка СССР, Московской конторе Госбанка СССР и правлении Госбанка СССР. В Московском финансовом институте преподавал банковские дисциплины, работал на кафедре «Денежное обращение и кредит» в должности ассистента, старшего преподавателя и доцента кафедры. Одновременно выполнял обязанности ученого секретаря Ученого совета института (1959—1960 годы), заместителя декана и декана кредитно-экономического факультета (1961—1964 годы).
В начале 1966 года И. В. Левчук был переведен в правление Госбанка СССР на должность начальника отдела экономических исследований планово-экономического управления. В 1970 году был избран освобожденным секретарем парткома правления Госбанка СССР. В 1971 году защитил докторскую диссертацию, получив звание профессора в 1972 году.
В 1974 году Игорь Васильевич был приглашён в аппарат ЦК КПСС на должность заведующего сектором финансово-банковских органов и одновременно — консультанта экономического отдела. В начале 1984 года он был переведен в правление Госбанка СССР на должность заместителя Председателя правления, где проработал до конца 1991 года и уволился в связи с выходом на пенсию.
В 1992 году И. В. Левчук участвовал в создании банка «Петрокоммерц», где проработал консультантом до 1993 года. В апреле 1993 года он перешел в акционерное общество «Гринфилд», где участвовал в создании банка «Гринфилд» и в 1994 году был назначен председателем правления «Гринфилдбанка», входил в члены совета директоров банка.
В 1996 году Игорь Васильевич перешел на преподавательскую работу в Российскую академию государственной службы при Президенте Российской Федерации на должность профессора. С 2000 года работал в Московском банковском институте в должности профессора-консультанта.
Награждён орденами Трудового Красного Знамени и Знак Почета, а также медалями, в числе которых имеет медали «За оборону Москвы» и «За доблестный труд в Великой Отечественной войне 1941—1945 гг.».
Ушёл из жизни 13 мая 2008 года.

### Семья
Жена — Левчук (Голышева) Вера Александровна (род. 1927); дети — сын Кирилл (род. 1960) и дочь Любовь (род. 1955).